# 新藤原駅
新藤原駅（しんふじわらえき）は、栃木県日光市藤原（ふじはら）にある、野岩鉄道・東武鉄道の駅である。

## 概要
野岩鉄道の会津鬼怒川線と、東武鉄道の鬼怒川線が乗り入れている。前者は当駅が起点、後者は当駅が終点である。当駅は両社の共同使用駅であり、野岩鉄道の管轄駅である。東武鉄道ならびに大手私鉄では最北端の駅である。駅番号は東武鉄道に対してのみ付与されており、TN 58である。
SL列車およびほとんどの特急列車は2駅手前の鬼怒川温泉駅で折り返しており、当駅まで運転される特急列車は、朝の当駅発1本（当駅止まりの特急はない）と、野岩鉄道直通の「リバティ会津」のみである。かつては東武 - 野岩鉄道を直通する列車も多く、2社の分界駅ではあるが、途中駅としての性格が強かった。野岩鉄道会津鬼怒川線は2両編成が原則のため、東武線下今市方面から運転される4両編成の普通列車は当駅で折り返していた。
しかし、2022年3月12日のダイヤ改正で、両社の直通は「リバティ会津」ならびに2往復の鬼怒川温泉駅発着列車（うち1往復は快速「AIZUマウントエクスプレス」）のみに縮小され、当駅を跨いで利用する場合は、前述の列車を除いて乗換が必要となった。
合併前の藤原町および大字の読みは「ふじはら」であり、駅名と異なる。

## 歴史
- 1919年（大正8年）12月28日 - 下野軌道藤原駅として開業。
- 1921年（大正10年）6月6日 - 下野軌道が下野電気鉄道に改称、下野電気軌道の駅となる。
- 1922年（大正11年）3月19日 - 現在地に移転し新藤原駅に改称。
- 1943年（昭和18年）5月1日 - 東武鉄道が下野電気鉄道を買収。東武鉄道の駅となる。
- 1986年（昭和61年）10月9日 - 野岩鉄道会津鬼怒川線開業[2][3]、駅の管理が東武鉄道から野岩鉄道へ移管される。
- 2012年（平成24年）3月17日 - 東武鉄道の駅ナンバリング（TN 57）を導入。
- 2017年（平成29年）4月21日 - 東武ワールドスクウェア駅の開業に先立ち、東武鉄道の駅ナンバリングをTN 58に変更[4]。

## 駅構造
島式ホーム2面3線を有する地上駅。駅舎は1・2番線ホームと直結し、1番線ホームは駅舎側に車止めがある。駅舎と3・4番線ホームは構内踏切により連絡している。2番線ホームと3番線ホームは同一線路を共有する。下今市方に留置線が2線存在する（4番線のみ直接留置線に繋がっている）。
東武用の簡易PASMO改札機が設置されている（野岩鉄道ではICカードを利用できない）。自動券売機は設置されておらず、乗車券類は野岩・東武とも改札窓口で発売しており、東武の特急券も取り扱う。

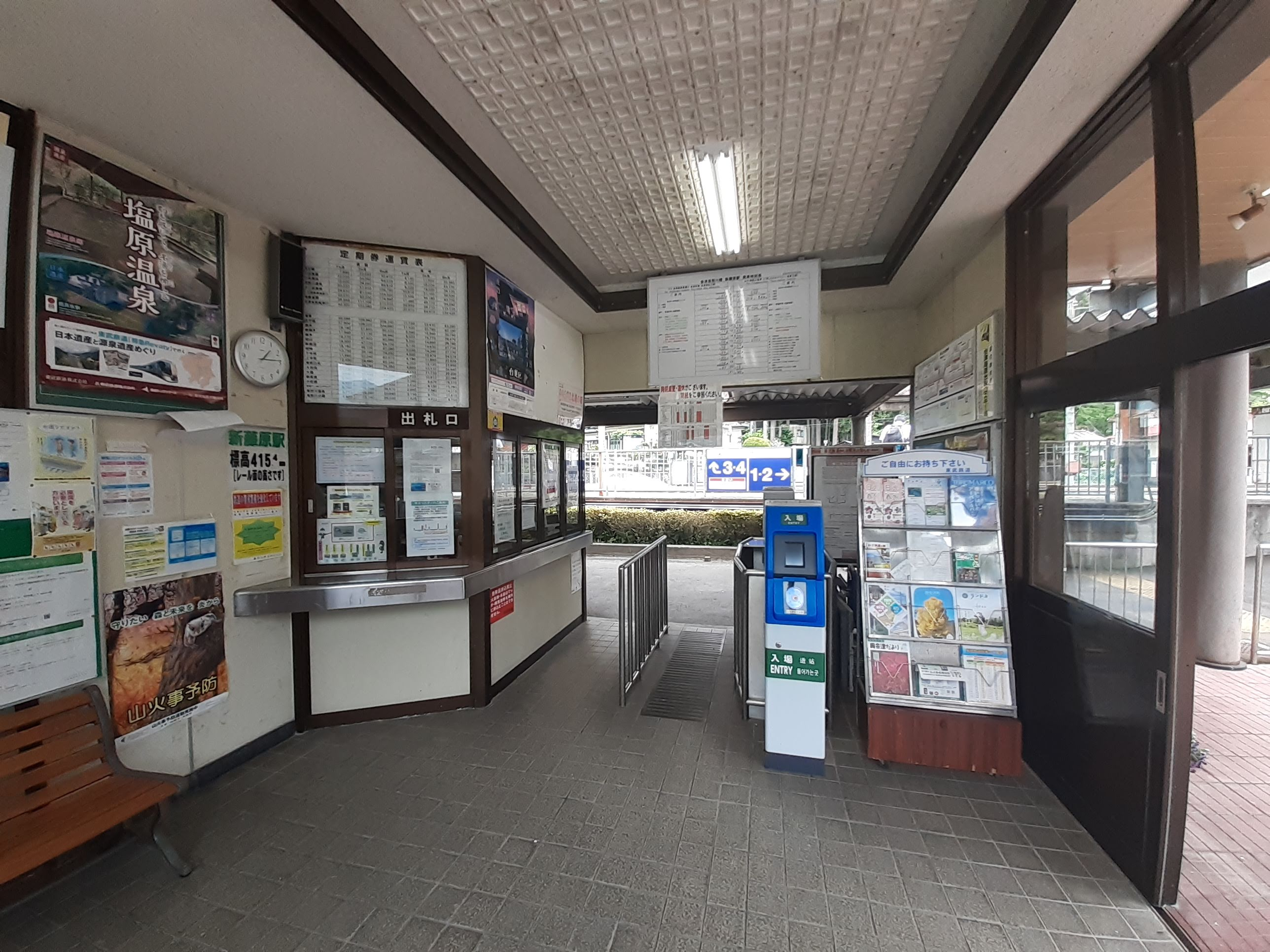
改札口（2020年6月）
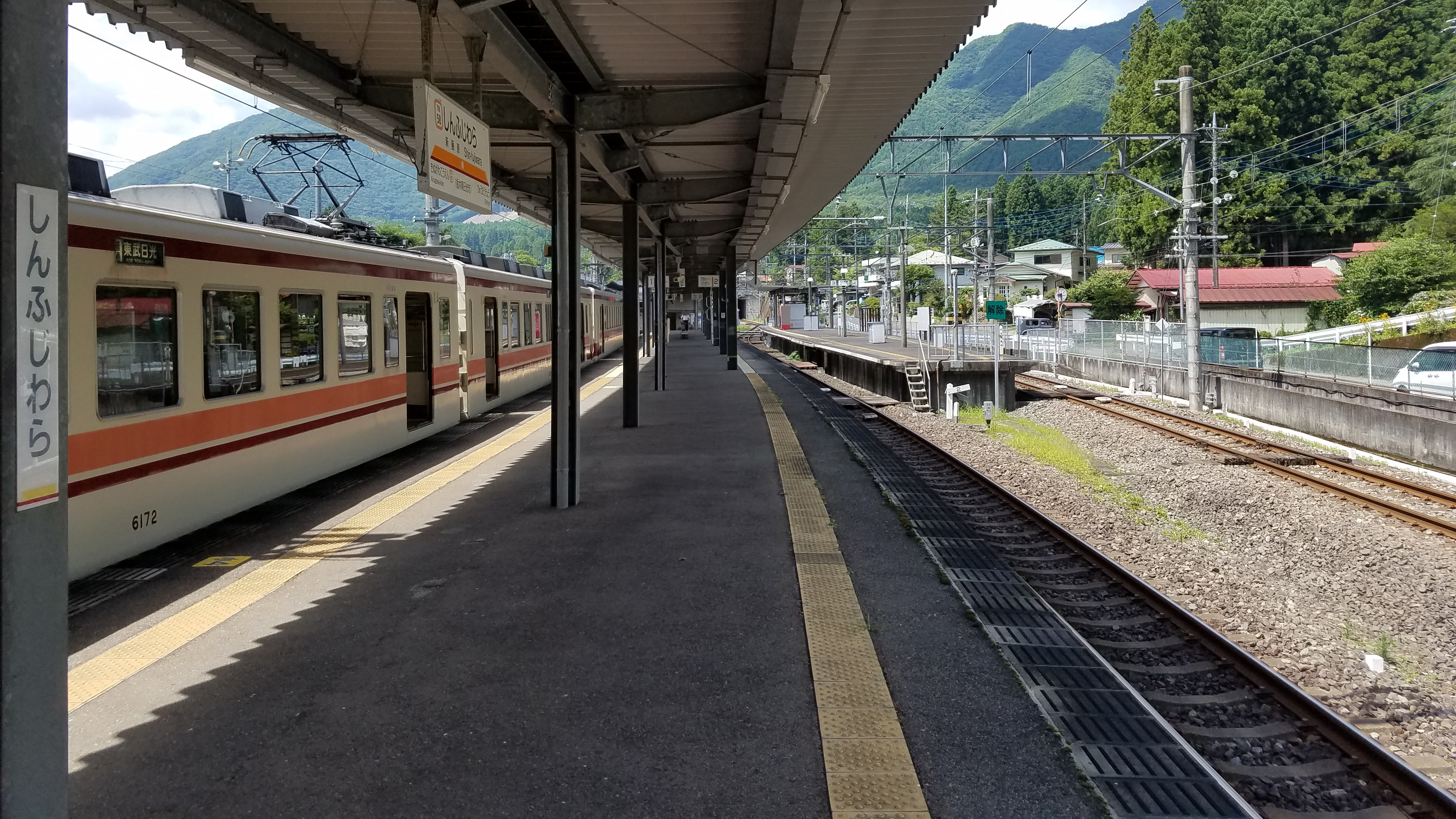
1・2番線ホーム（2021年8月）
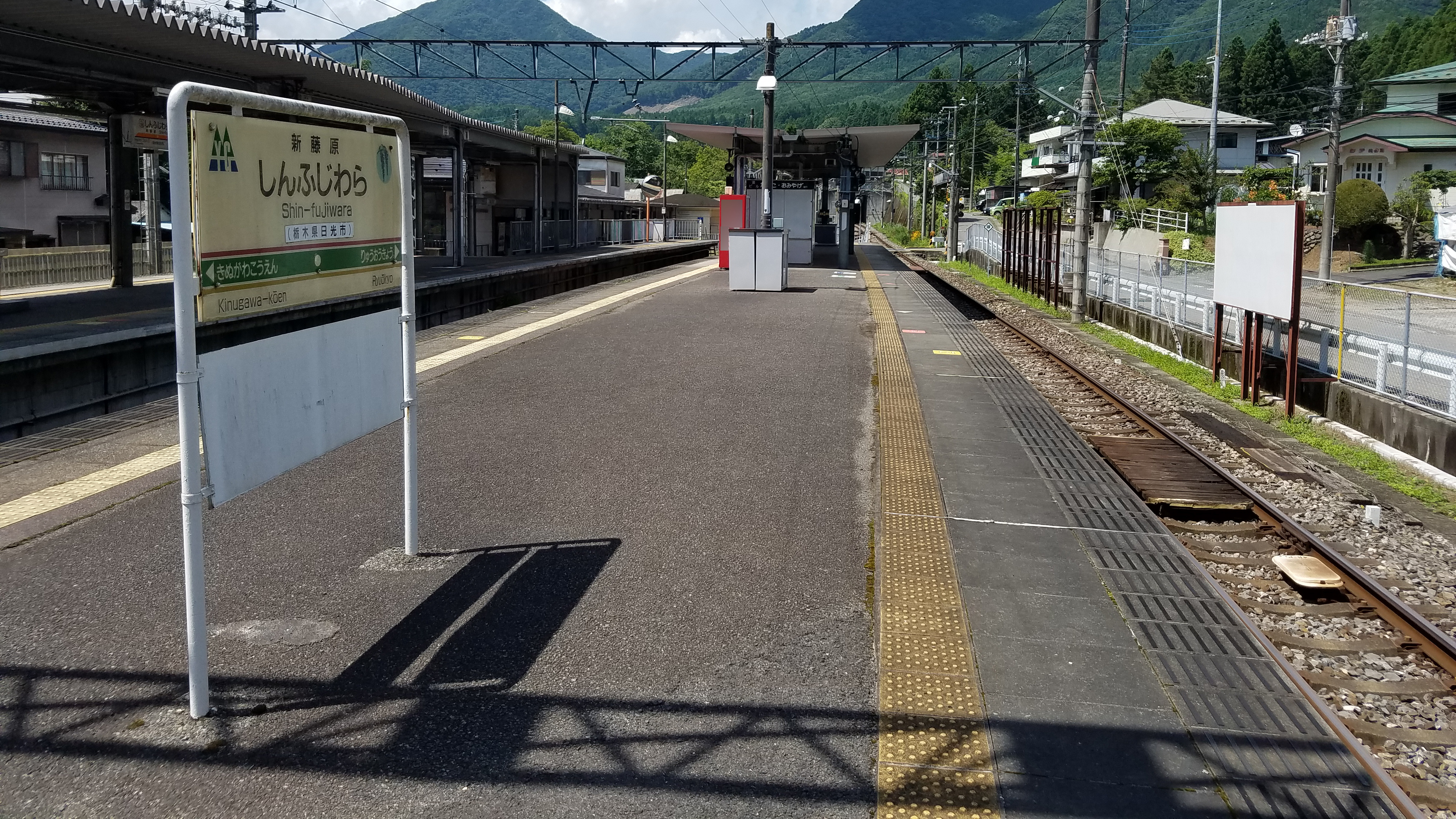
3・4番線ホーム（2021年8月）
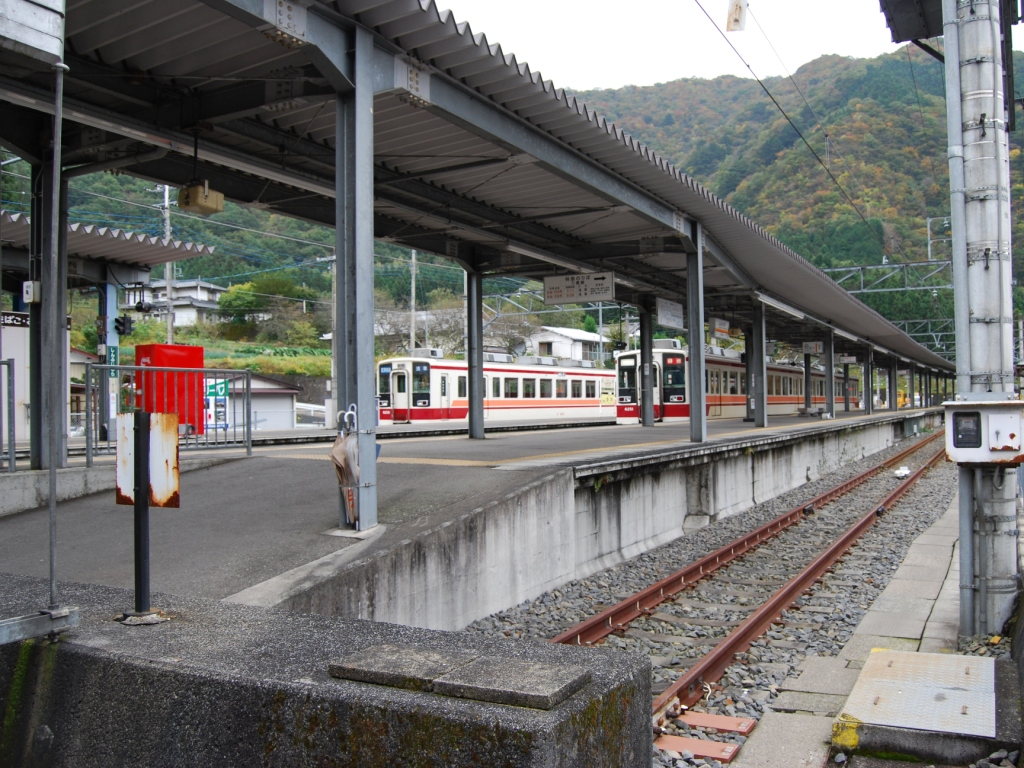
1番線ホームにある車止め（2008年10月）
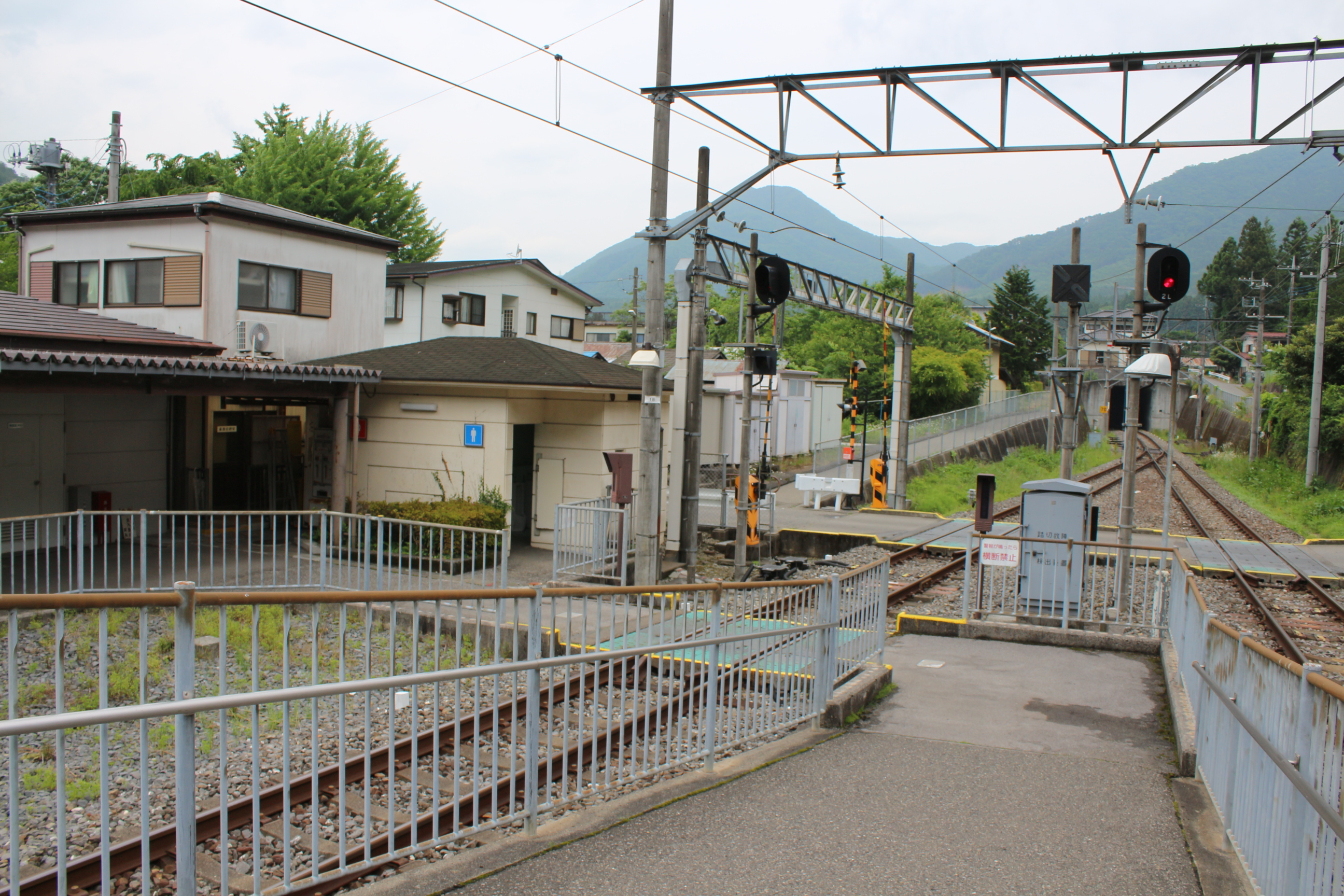
構内踏切（2020年6月）
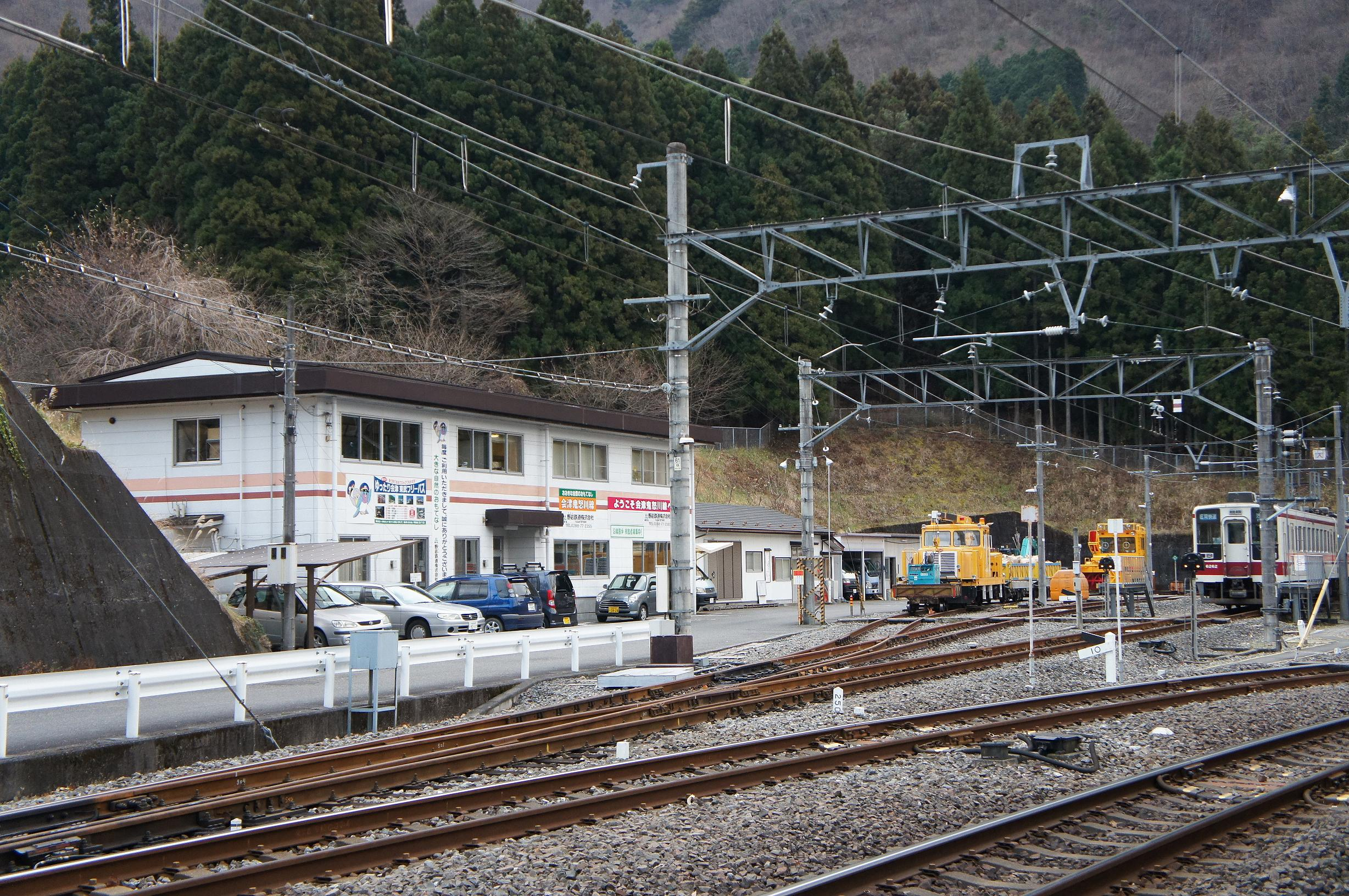
構内留置線と野岩鉄道本社（2011年12月）

### のりば
| 番線    | 路線                  | 行先                                   |
| ------- | --------------------- | -------------------------------------- |
| 1       | 東武鬼怒川線          | 浅草・下今市方面                       |
| 2・3・4 | 東武鬼怒川線          | 浅草・下今市方面                       |
| 2・3・4 | ■野岩鉄道会津鬼怒川線 | 会津高原尾瀬口・会津田島・会津若松方面 |

- 上記の路線名は旅客案内上の名称（「東武スカイツリーライン」は愛称）で表記している。

## 利用状況
両社とも相互直通人員を含んだ値である。減少傾向が続いており、特に東日本大震災が発生した2011年度は両社とも前年度比20%以上の減少を記録した。
- 東武鉄道 - 2024年度の一日平均乗降人員は525人である[東武 1]。
- 野岩鉄道 - 2022年度の一日平均乗車人員は261人である[* 1]。

近年の一日平均乗降・乗車人員の推移は以下の通りである。
| 年度               | 東武鉄道          | 東武鉄道          | 野岩鉄道          | 出典       |
| 年度               | 一日平均 乗降人員 | 一日平均 乗車人員 | 一日平均 乗車人員 | 出典       |
| ------------------ | ----------------- | ----------------- | ----------------- | ---------- |
| 1998年（平成10年） | 2,510             |                   |                   |            |
| 1999年（平成11年） | 2,341             |                   |                   |            |
| 2000年（平成12年） | 2,226             |                   |                   |            |
| 2001年（平成13年） | 1,966             |                   |                   |            |
| 2002年（平成14年） | 1,901             |                   |                   |            |
| 2003年（平成15年） | 1,765             |                   |                   |            |
| 2004年（平成16年） | 1,642             |                   |                   |            |
| 2005年（平成17年） | 1,590             |                   |                   |            |
| 2006年（平成18年） | 1,517             |                   |                   |            |
| 2007年（平成19年） | 1,434             |                   |                   |            |
| 2008年（平成20年） | 1,465             | 719               | 700               |            |
| 2009年（平成21年） | 1,278             | 624               | 651               |            |
| 2010年（平成22年） | 1,226             | 598               | 563               |            |
| 2011年（平成23年） | 904               | 476               | 441               |            |
| 2012年（平成24年） | 984               | 522               | 509               |            |
| 2013年（平成25年） | 917               | 473               | 493               |            |
| 2014年（平成26年） | 964               | 507               | 533               |            |
| 2015年（平成27年） | 875               | 460               | 470               |            |
| 2016年（平成28年） | 868               | 463               | 492               |            |
| 2017年（平成29年） | 907               | 471               | 511               |            |
| 2018年（平成30年） | 851               | 443               | 483               |            |
| 2019年（令和元年） | 726               |                   | 428               |            |
| 2020年（令和02年） | 332               |                   | 190               |            |
| 2021年（令和03年） | 412               | 218               | 211               | [ 東武 3 ] |
| 2022年（令和04年） | 500               | 256               | 261               | [ 東武 4 ] |
| 2023年（令和05年） | 514               | 265               |                   | [ 東武 5 ] |
| 2024年（令和06年） | 525               | 268               |                   | [ 東武 1 ] |

## 駅周辺
- 鬼怒川
- 国道121号
- 新藤原簡易郵便局
- 野岩鉄道本社

## バス路線
最寄りのバス停はは日光交通が「藤原」停留所、日光市営バスが「新藤原駅前」停留所（上りは降車専用、下りは乗車専用）である。国道121号（会津西街道）沿いにあり、2事業者とも同じ場所にポールが設置されている。

## 隣の駅
野岩鉄道
■会津鬼怒川線
- ■特急「リバティ会津」停車駅

□快速「AIZUマウントエクスプレス」・■区間快速（東武線内は「普通」として運転）
鬼怒川公園駅（東武鬼怒川線） - 新藤原駅 - 龍王峡駅
■普通
新藤原駅 - 龍王峡駅
東武鉄道
 鬼怒川線
- ■特急「リバティきぬ」一部始発駅、■特急「リバティ会津」停車駅

■普通
鬼怒川公園駅 (TN 57) - 新藤原駅 (TN 58)